# 南北線 (北大阪急行電鐵)
南北線（日语：／ Nanboku sen */?）是日本北大阪急行電鐵經營的鐵路路線，路線北抵大阪府箕面市箕面萱野，南邊則於吹田市江坂與大阪市營地下鐵的御堂筋線直通運行。全線均實施立體化，除了千里中央附近之外，路線均位於新御堂筋的南北行車道之間或側邊。
本路線的建設目的除了是為改善千里新市鎮（千里ニュータウン）的交通外，也是為了1970年時在吹田市舉辦的日本世界博覽會（大阪萬博）的訪客接駁，因此曾有一自江坂附近分岔而出連往萬博會場、只在博覽會開展期間短暫營運的支線會場線。目前在南北線上除了深夜最後一班自千里中央發車前往江坂的列車之外，幾乎所有列車均在江坂相互直通運行至地鐵御堂筋線的中百舌鳥。

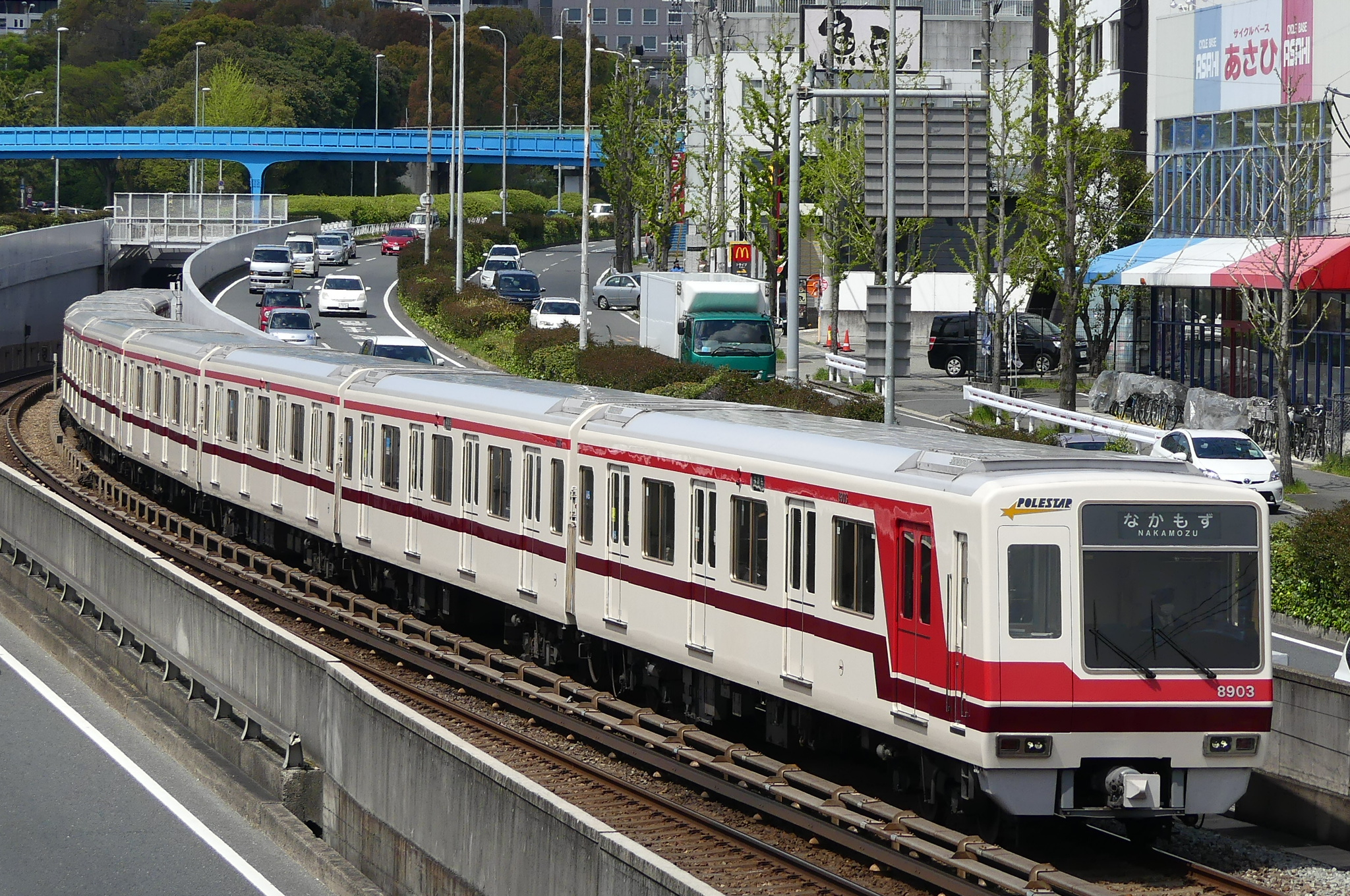
千里中央站至桃山台站間的北急8000型電聯車 (2018年4月)

## 歴史
1970年，江坂站和世博中央口站之間的區間開通，以通往在千里之丘舉辦的日本萬國博覽會會場。距世博會場館最近的萬國中央口站位於中國高速公路上，就在現在的大阪單軌電車萬博紀念公園站的北邊。
開業時，千里中央站不在現址，而是在桃山台站和現在的會場線分支的臨時車站（現在的千里阪急酒店前附近）運營千里中央站。 世博會結束後，會場線交匯處與盤國中央口站之間的路段被廢除，現在的千里中央站正式開通。
中國高速公路中間貫穿會場線，開通時臨時借用了中國高速公路兩條對向車道。

### 年表
- 1967年（昭和42年）7月9日：向[谁？]申請江坂站和世博中央口站之間的建設工程批准[1]。
- 1968年（昭和43年）
  - 3月22日：與大阪市交通局簽訂互通經營基礎協議[1]。
  - 7月9日：江坂站至世博中央口站之間的施工工程獲得運輸省批准[2]。
  - 7月16日：江坂站和世博中央口站之間舉行開工儀式[2]。
- 1969年（昭和44年）
  - 8月6日：桃山台車庫竣工[1]。
  - 9月25日：桃山台車庫與新千里隧道之間開始試運行（1.3公里）[1]。
  - 12月3日：桃山台站～江坂站試運行（3.9km）[3]。
  - 12月17日：全線試運行[3]。
- 1970年（昭和45年）
  - 2月24日：南北線、會場線江坂站～世博中央口站（9.0km）區間通車[3]，並與御堂筋線開始直通運行。 開通時，北大阪急行的列車只行駛至天王寺站，只有大阪市交通局（現Osaka Metro）的列車會行駛至天王寺以後車站。
  - 9月14日：會場線分支點～世博中央口站（3.6公里）廢線，[3]作為南北線終端站的千里中央站（0.5公里）通車。 同時實施開通後的第一次時刻表修改，北大阪急行列車開始在天王寺站和我孫子站（當時的御堂筋線的終點站）之間運行。
  - 12月15日：會場線分歧點～世博中央口站之間的拆除工作完成[4]。
- 1975年（昭和50年）3月30日：綠地公園站啟用[5]。
- 1986年（昭和61年）7月1日：8000系列車開始營運[6]。
- 1987年（昭和62年）4月12日：9節編組列車開始營運[6]。
- 1989年（平成元年）3月8日：引入數位化ATC/應急列車保護設備和全線自動非絕緣閉塞路段[7]。
- 1993年（平成5年）
  - 公司線內冷氣覆蓋率100%達成。
  - 10月1日：開始在列車上使用預錄廣播。
  - 10月2日：2000系列車結束運行。
- 1996年（平成7年）12月9日：10節編組列車開始營運[8]。
- 2014年（平成26年）
  - 3月31日：大阪府、箕面市、阪急電鐵和北大阪急行電鐵同意延長千里中央至箕面萱野之間的路線。[9]。
  - 4月28日：9000系列車開始營運[10]。
- 2016年（平成28年）
  - 4月15日：向国土交通省申請千里中央站與箕面萱野站區間的施工工程。[11]。
  - 11月25日：国土交通省許可千里中央站與箕面萱野站區間的施工工程[9]。
- 2017年（平成29年）1月19日：千里中央站～箕面萱野站區間開工[9][12]。
- 2018年（平成30年）7月24日：延長區間的兩個新車站的名稱決定為箕面船場阪大前站（暫定名：箕面船場站）和箕面萱野站（暫定名：新箕面站）。[13]｡
- 2024年（令和6年）3月23日：千里中央站～箕面萱野站區間（約2.5km）通車[14]。

## 已完成的延伸計畫

### 概要
目前，南北線的終點站已進一步向北延伸至箕面市茅野市約 2.5 公里，沿著御堂筋的路線鋪設，類似於目前正在運營的千里中央路段。 并已新建兩個車站：延長線末端的箕面萱野站和沿途靠近船場用地的箕面船場阪大前站。 
2018年6月5日，箕面市將暫定為新箕面站的延長區間終點站候補站名稱變更為''箕面萱野站''，並宣布中間站名稱，以前被稱為箕面船場站的''箕面船場阪大前站''。 運營商北大阪急行鐵道向政府備案，同年7月24日正式定名。
地下部分計劃從千里中央站延伸至箕面船場阪大前站以北，並在御堂筋南行線下方建設一條地下線。 此外，北側計劃為高架路段，終點站箕面萱野站計劃在御堂筋東側建設為高架車站，車站用地已被箕面市保護。
阪急箕面線規劃的箕面萱野站與箕面站相距約1.8公里。

### 沿革
1989 年（平成 1 年），交通政策會議“大阪地區以高速鐵路為中心的交通網絡發展基本計劃”（眾議院 - 箕面中部之間）被定位為“其中一個部分”，於 2005年開始開發比較合適。 2004 年 10 月（平成 16 年），國土交通省近畿地區交通局局長的諮詢機構近畿地區交通協議會編制了“近畿地區理想的交通方式”（第 8 號報告），在京阪神地區，被定位為構成中長期所需鐵路網的新路線之一。
倉田哲郎於2008年8月24日當選箕面市市長，雖然存在很多不確定性，但在被列入政府報告後約20年沒有具體談判取得進展。倉田剛上任市長時說， “我們希望在第一個任期內建立商業化前景，以便將北大阪急行線延伸到箕面。”， “自從大約 20 年前製定該計劃以來，沒有任何具體進展。 不喜歡被大家罵，所以我要向國家呼籲”，“我想明天盡快去政府（國土交通省）（作為我的第一份工作）”。 就任箕面市市長後，倉田在箕面市成立了新的“地域創造部北大阪鐵道延長課”，開始積累建設資金。 此外，大阪市、北大阪急行電鐵、大阪府和阪急簽訂了商業化合作諒解備忘錄，上述四方包括政府和學術界專家加入了“北大阪急行”線。組織了一個推廣研究委員會，研究了兩年的發展規劃。
2010年1月15日（平成22年），“北大阪急行線延長研究委員會”制定並公佈了以2018年開通為目標的開發計劃。 其中，假設了全天8分鐘一班運行，起步票價140～150日元，到中轉站箕面船場（當時暫定名，後站名為箕面船場阪大前），每天的需求量約為12500人，預計約有 39,500 人到達終點站新箕面（當時的暫定名稱；後來車站名稱定為箕面萱野）。
北大阪急行電鐵和阪急電鐵是該委員會的成員，但截至 2010 年，它們都沒有就此事發表任何正式聲明。 鐵路運營商對建設保持謹慎態度，母公司阪急公司表示，“除非提出對我們鄰近的千里線和箕麵線的影響和對策，否則我們不會達到可以決定參加的階段。”
2010 年 2 月 22 日（平成22年），時任大阪府知事的橋下徹在與箕面市議會的意見交流會上表示，''如果（市議會）決定廢除大阪（伊丹）機場，我們將盡最大努力支持延長北大阪特快。''
在此期間，箕面市繼續與國土交通省協商，於2010年底左右獲准對擴建項目引入高補助率的社會基礎設施綜合開發補助金。 對此，2012年3月，箕面市與大阪府北大阪急行電鐵、阪急電鐵簽署了《關於延長北大阪急行線業務調查的諒解備忘錄》。調查是利用社會基礎設施建設綜合補貼聯合啟動的。2013 年 12 月，時任大阪府知事的松井一郎宣布，他正在與箕面市市長倉田哲郎就擴建項目進行商業化談判。。
2014 年 3 月 31 日（平成26年），大阪府、箕面市、北大阪急行電鐵和阪急電鐵四方就延長線的正式商業化達成了基本協議。、計劃於 2020 年（此時）開通的北大阪急行線的延長線。為了準備這次延伸，北大阪急行電鐵從 2014 年開始引入了 9000 系列，應對需要增加所需車輛數量。
2015年12月1日（平成27年），國土交通省交通審議會決定，北大阪急行鐵道所提交的延長區間在軌道法上面沒有問題，預計不會受到有關方面的質疑 ，該項目宣布確認，並開始事業化。
同年12月25日、國土交通大臣在大阪府箕面市方向，關於新箕面站（當時的暫定名，後來的箕面萱野）站的擴建計劃，國土交通大臣宣布千里中央和箕面船場（當時的暫定名，後來的箕面船場阪大前）獲得了箕面船場（後來的箕面船場阪大前）和新箕面（後來的箕面萱野）之間鐵路業務的第一種鐵路業務許可、2017年（平成29年）1月19日開工。
2018 年 6 月 5 日（平成 30 年），公佈了兩個新站的站名提案。、臨時命名為箕面船場站的中間站決定為''箕面船場阪大前站''，而將舊稱新箕面站的終點站決定為''箕面萱野站''。
2019年5月7日（令和元年），由於土地徵用的延誤以及施工過程中發現的混凝土牆和擋土牆的拆除，宣布將開業日期從最初的2020年目標推遲到2023年。2022年（令和4年）8月25日、宣布開業日期為2023年度末（令和5年度末）。
2023年8月23日，宣佈開通日期定於2024年3月23日。

### 其他
至於鐵路沿線的發展，在箕面船場阪大前站附近正在推動的國家腦心血管研究中心將不會設在這裡。 之後，箕面市和大阪大學公佈了''關西體育科學-保健綜合中心（暫定名稱）''的構想，並檢討改善。

## 路線資料
- 路線距離（營業距離）：江坂－千里中央間 5.9公里
- 軌距：1435毫米
- 站數：4個（包括起終點站）
- 複線路段：全線
- 電氣化路段：全線電氣化（直流750V、第三軌供電）
- 閉塞方式：自動閉塞式
- 最高速度：70公里/小時
- 車輛基地：桃山台車庫（綠地公園站－桃山台站間的西側）

## 車站列表
- 所有車站都位於大阪府。
- 根據車站編號記述。正式以江坂站起點。車站編號與互相直通運行的御堂筋線共用編號。

### 營業中的路段
| 車站編號 | 中文站名       | 日文站名 | 英文站名 | 站間距離 | 營業距離 | 接續路線                                          | 所在地 |
| -------- | -------------- | -------- | -------- | -------- | -------- | ------------------------------------------------- | ------ |
| M06      | 箕面萱野       |          |          | -        | 0.0      |                                                   | 箕面市 |
| M07      | 箕面船場阪大前 |          |          | 1.3      | 1.3      |                                                   | 箕面市 |
| M08      | 千里中央       |          |          | 1.2      | 2.5      | 大阪高速鐵道：■ 大阪單軌電車線（15）              | 豐中市 |
| M09      | 桃山台         |          |          | 2.0      | 4.5      |                                                   | 吹田市 |
| M10      | 綠地公園       |          |          | 2.0      | 6.5      |                                                   | 豐中市 |
| M11      | 江坂           |          |          | 1.9      | 8.4      | 大阪市高速電氣軌道： 御堂筋線（直通至中百舌鳥站） | 吹田市 |

### 廢線路段（會場線）
（分歧點）- 千里中央 - 萬博國中央口

## 外部連結
- （日語） 北大阪急行電鉄ウェブサイト（页面存档备份，存于）
- （日語） 北大阪急行線延伸／箕面市